# A Light That Never Comes
A Light That Never Comes – pierwszy i jedyny singiel zespołu Linkin Park promujący drugi album remiksowy o nazwie Recharged.
Jest to jedyny całkowicie nowy utwór na albumie. Pozostałe były remiksami piosenek z Living Things, piątego albumu studyjnego formacji. Piosenka została stworzona we współpracy z amerykańskim DJ-em japońskiego pochodzenia, Steve Aokim.
Klip jest w całości komputerowy, podobnie jak utwór, w którym wyraźnie słychać elektronikę, która oprócz wokali jest głównym elementem utworu. Zastosowano bardzo mało żywych instrumentów i są one praktycznie niesłyszalne. Utwór spotkał się ze skrajnymi reakcjami fanów.